# Cesión mexicana

Propuestas para fijar la frontera mexicano-estadounidense entre 1845 y 1848.

La cesión mexicana hace referencia a la anexión forzada de territorios ubicados en la región del suroeste de Estados Unidos, los cuales formaban parte integral de México, país que fue despojado del 55 % de su territorio nacional por los Estados Unidos de América, tras una invasión militar y la firma del Tratado de Guadalupe Hidalgo en 1848.
El Tratado de Límites de 12 de enero de 1828 entre México y Estados Unidos, también conocido como el Tratado de Límites de 1828, reconoció la frontera establecida por el Tratado Adams-Onís (1819) entre los Estados Unidos y Nueva España, ahora acordada oficialmente con México como nación independiente durante la Primera República Federal. 
Esta extensa zona fue anexionada por los Estados Unidos mediante el Tratado de Guadalupe Hidalgo, como consecuencia directa de la Intervención estadounidense en México. La firma del tratado, que tuvo lugar el 2 de febrero de 1848 en la población del mismo nombre, puso fin a la invasión militar del país entre 1846 y 1848. La cesión de estos territorios fue impuesta como condición para la retirada de las tropas estadounidenses, que habían ocupado la Ciudad de México. Como parte del acuerdo, los Estados Unidos pagaron a México 15 millones de dólares como supuesta indemnización, una suma que representaba apenas la mitad de lo que habían ofrecido previamente para comprar ese territorio antes del conflicto.  
El Tratado de Guadalupe Hidalgo representa el acontecimiento más importante ocurrido en América del norte en el siglo XIX.  En efecto, antes de las pérdidas territoriales sufridas a mediados del siglo XIX, México contaba con casi el doble de su extensión actual, lo que significa que perdió cerca del 55 % de su territorio, es decir, algo más de la mitad de su superficie soberana original. La tierra traspasada a los Estados Unidos equivale, en la actualidad, a más del 100 % del territorio mexicano. Para los Estados Unidos de América, la cesión mexicana representó un incremento aproximado del 15 % de su territorio actual, mientras que la anexión de Texas supuso más de un 10 % adicional. En el transcurso de una sola década, Estados Unidos creció en casi una cuarta parte de su extensión territorial previa al conflicto. En conjunto, la incorporación de Texas y los territorios cedidos por México equivalen a más de una quinta parte del territorio actual de los Estados Unidos.

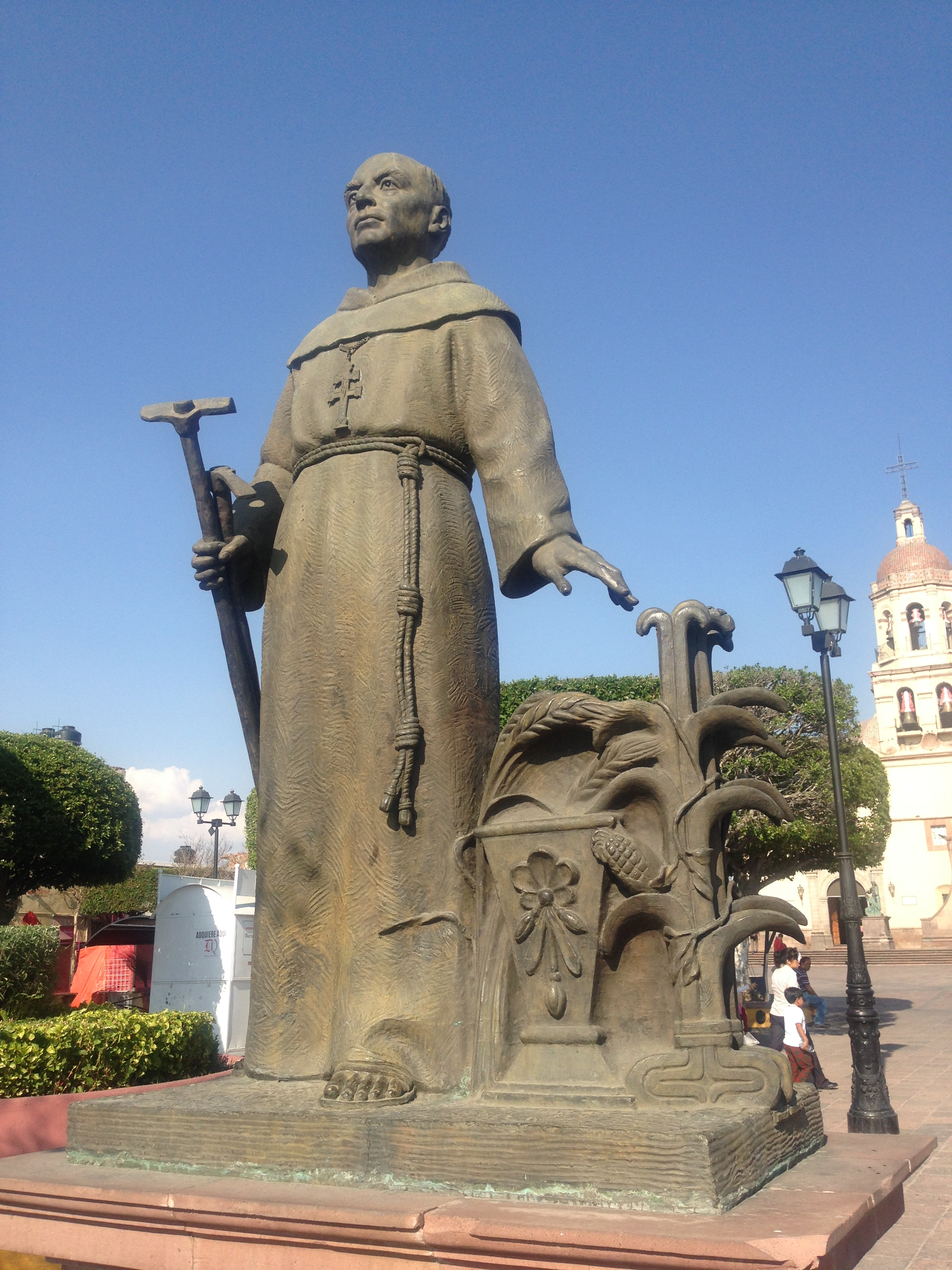
Escultura de Fray Junípero Serra. El virreinato de Nueva España construyó una red de misiones para incorporar las poblaciones indígenas desde el.

Desde principios del siglo XVII, el Imperio Español estableció una cadena de misiones españolas en Texas, presidios y asentamientos en la región septentrional del Virreinato de Nueva España, especialmente a lo largo del río Bravo, desde El Paso hasta Santa Fe, entonces capital virreinal y actual capital del estado de Nuevo México. Al mismo tiempo, los misioneros extendieron su labor en la región del río Colorado y, a partir del siglo XVIII, España construyó una red de misiones y fortalezas en Alta California, desde San Diego hasta San Francisco.
Este último esfuerzo fue dirigido principalmente por el fraile español Junípero Serra, figura central en la expansión religiosa y colonial española en la región. Bajo su liderazgo, la orden franciscana fundó las primeras nueve misiones en Alta California a partir de 1769, sentando las bases de muchas ciudades actuales.
Estas regiones, habitadas originalmente por diversos pueblos indígenas como los navajos, pueblos, comanches, apaches, yumas, hopis, pimas o seris, fueron progresivamente incorporadas a la estructura colonial española y, más tarde, al Estado mexicano tras la independencia. La soberanía mexicana sobre estas comunidades y territorios fue reconocida con la fundación del país en 1821.
En 1803, los Estados Unidos de América compraron la Luisiana a Napoleón Bonaparte por 15 millones de dólares, obteniendo un territorio similar en tamaño a la suma de Texas y la cesión mexicana. En 1808 se produjo la invasión napoleónica de la península ibérica, y el Imperio español entró en una profunda crisis política que desencadenó una serie de movimientos independentistas y, con ellos, el progresivo desmembramiento de la España americana. Este territorio había formado parte del Imperio español durante tres siglos. Estas rebeliones fueron alentadas o respaldadas por potencias rivales como Gran Bretaña o los propios Estados Unidos. 
En 1821 se consumó la independencia de México, heredero del Virreinato de Nueva España, que incluía las llamadas Provincias Internas, un amplio conjunto de territorios fronterizos en el norte como Texas, Nuevo México o California organizados con cierta autonomía para enfrentar las resistencias indígenas y las amenazas externas. Entre 1821 y 1848, gran parte de esta vasta región que más tarde sería conocida como la «Cesión mexicana» formaba parte del territorio soberano de México, representando aproximadamente el 55 % de su superficie nacional. Esta extensa zona fue finalmente anexionada por los Estados Unidos de América tras su victoria en la invasión estadounidense (1846–1848), proceso que se formalizó mediante la firma del Tratado de Guadalupe Hidalgo.
La región incluye la totalidad de los actuales estados de California, Nevada, y Utah, así como partes de:
- Arizona excluyendo la región más tarde anexada en la Venta de La Mesilla.
- Colorado al oeste del límite de la antigua República de Texas.
- Nuevo México al oeste del río Grande y excluyendo la porción correspondiente a La Mesilla.
- Wyoming al oeste de la frontera de la antigua República de Texas y al sur del paralelo 42.
- Oklahoma y Kansas la parte que hace frontera con el Norte de la antigua República de Texas.

La tierra de la «Cesión Mexicana» fue una posesión no organizada de los Estados Unidos hasta que su Congreso estableció, el 9 de septiembre de 1850, las siguientes tres entidades sucesoras:
- con la parte occidental, se creó el estado de California.
- con la parte noreste, se creó el Territorio de Utah, con la adición de algunas tierras de la Anexión de Texas. Esta incluyó el actual estado de Utah, la mayor parte de Nevada, la parte de Colorado, y parte de Wyoming.
- con la parte del sudeste, se creó el Territorio de Nuevo México, con la adición de alguna tierra de la Anexión de Texas. Este Nuevo México de nuestros días incluido, Arizona y una parte de Nevada, sería ampliado más tarde hacia el sur por la Compra de Gadsden realizada en 1853.

El tratado también especificó el río Grande (río Bravo del Norte) como la frontera mexicana en Texas. Anteriormente, parte de Texas entre el río Nueces y río Grande había sido disputada durante toda la existencia de la República de Texas. Los Estados Unidos ya habían reclamado el área como parte de la Anexión de Texas en 1845. 